# Lago Vanda
Il lago Vanda è un lago ipersalino dell'Antartide situato nella valle di Wright, nella Terra della Regina Vittoria, Dipendenza di Ross. Sulle sue sponde la Nuova Zelanda ha mantenuto in funzione dal 1968 al 1995 la base antartica Stazione Vanda.

## Caratteristiche

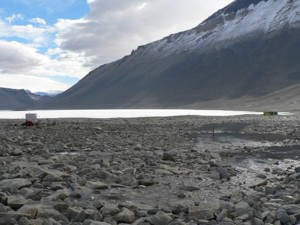
Il lago Vanda coperto di ghiaccio, con il fiume Onyx in primo piano sulla destra.

Il lago Vanda è lungo 8 km e ha una profondità massima di 75 m.
Ha una salinità che è di poco superiore al 35%, cioè 10 volte il valore dell'acqua di mare, superiore sia a quella del Mar Morto e anche lievemente più elevata di quella del lago Assal, a Gibuti, il cui tenore salino del 34,8% lo rende lo specchio d'acqua più salato al di fuori dell'Antartide.
Nel lago Vanda si presenta il fenomeno della meromissi, per cui le acque più profonde non si mescolano mai con quelle superficiali. Ci sono tre distinti strati d'acqua; nel più profondo la temperatura è di circa 23 ºC, in quello intermedio si hanno 7 ºC, mentre in quello più superficiale oscilla tra 4 e 6 ºC.
Il lago Vanda è uno dei numerosi laghi salati presenti nelle valli libere dai ghiacci dei Monti Transantartici. Il più lungo fiume dell'Antartide, il fiume Onyx, scorre in direzione ovest e si immette nel lago Vanda. Alla foce del fiume è presente una stazione meteorologica.
Il lago è ricoperto per tutto l'anno da una lastra trasparente di ghiaccio dello spessore di 3,5 m, anche se il disgelo a fine dicembre forma un fossato libero dai ghiacci che si estende fino a 50 m dalla riva. La superficie del ghiaccio non è coperta dalla neve e appare "profondamente solcata da crepe e linee di fusione". Il fossato ghiaccia nuovamente durante l'inverno. 
Nel lago Vanda e nel fiume Onyx non vive alcuna specie di pesci, ma sono presenti alcune forme di vita microscopiche come i cianobatteri che possono dare luogo anche a una proliferazione algale.
Per evitare impatti negativi sul delicato ambiente naturale, le operazioni di immersione professionale condotte da sommozzatori per effettuare esplorazioni scientifiche, sono limitate allo strato superiore dell'acqua e fino a 30 m di profondità; inoltre non è permesso l'uso di mezzi sottomarini a comando remoto.

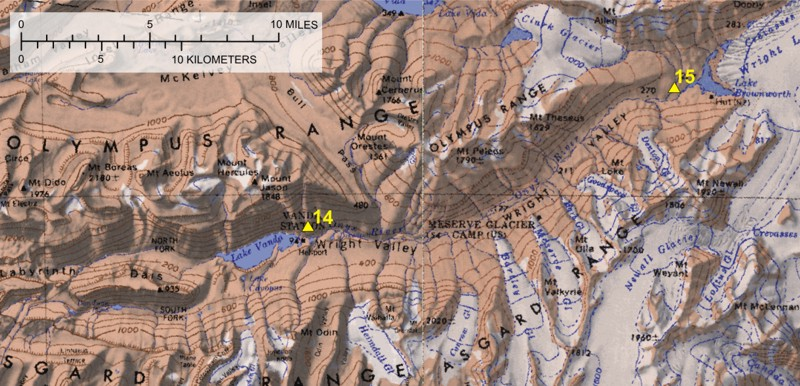
Mappa della valle di Wright con il fiume Onyx e il lago Vanda.